# Liga Premier de Rusia 2024-25
La temporada 2024-25 fue la 33.ª edición de la Liga Premier de Rusia, la máxima categoría del fútbol en Rusia desde la disolución de la Unión Soviética, empezó el 20 de julio de 2024 y finalizó el 24 de mayo de 2025.

## Formato
Los 16 equipos jugaron un torneo de todos contra todos, por lo que cada equipo disputó frente a los rivales dos veces, una como local y otra como visitante. Por lo tanto, se jugaron un total de 240 partidos, con 30 partidos jugados por cada equipo.
Los equipos que concluyeron en las posiciones 15 y 16 descendieron automáticamente a la FNL, mientras que los dos mejores equipos de la FNL consiguieron el ascenso. Por otra parte, los clubes de FNL situados en tercera y cuarta posición se enfrentaron a los clasificados en posición 13 y 14 de Liga Premier en los partidos de ida y vuelta de la promoción para obtener una plaza para la temporada 2025-26.

## Equipos participantes
Al igual que en la temporada anterior, 16 equipos jugaron en la temporada 2024-25. Después de la temporada 2023-24, el Ural Ekaterimburgo, Baltika Kaliningrado y el Sochi descendieron a la Liga Nacional de Fútbol 2024-25. Fueron reemplazados por los dos primeros clubes de la Liga Nacional de Fútbol 2023-24 y el ganador del repechaje por la permanencia, el Jimki que regresó después de un año a la Liga Premier, el Dinamo Majachkalá y el Akron Tolyatti que debutó en la máxima división del fútbol ruso.

### Ascensos y descensos
| Pos  | Descendidos de la Liga Premier de Rusia |
| ---- | --------------------------------------- |
| 14.º | Ural Ekaterimburgo                      |
| 15.º | Baltika Kaliningrado                    |
| 16.º | Sochi                                   |

| Pos | Ascendidos de la Liga Nacional de Fútbol |
| --- | ---------------------------------------- |
| 1.º | Jimki                                    |
| 2.º | Dinamo Majachkalá                        |
| 3.º | Akron Tolyatti                           |

### Estadios y ciudades
| Club                     | Estadio           | Ciudad          | Inauguración | Capacidad |
| ------------------------ | ----------------- | --------------- | ------------ | --------- |
| FC Ajmat Grozni          | Ajmat Arena       | Grozni          | 2011         | 30 597    |
| FC Fakel Vorónezh        | Central Sindical  | Vorónezh        | 1930         | 31 793    |
| PFC CSKA Moscú           | Arena CSKA        | Moscú           | 2016         | 30 000    |
| FC Dinamo Moscú          | VTB Arena         | Moscú           | 2019         | 33 000    |
| FC Krasnodar             | Krasnodar         | Krasnodar       | 2016         | 35 074    |
| Akron Tolyatti           | Solidarnost Arena | Samara          | 2018         | 44 918    |
| FC Lokomotiv Moscú       | Lokomotiv         | Moscú           | 2002         | 27 320    |
| Krylia Sovetov Samara    | Solidarnost Arena | Samara          | 2018         | 44 918    |
| FC Rostov                | Rostov Arena      | Rostov del Don  | 2018         | 43 472    |
| FC Rubin Kazán           | Kazán Arena       | Kazán           | 2013         | 45 379    |
| FC Spartak de Moscú      | Otkrytie Arena    | Moscú           | 2014         | 45 360    |
| FC Zenit San Petersburgo | Krestovski        | San Petersburgo | 2017         | 64 287    |
| FK Jimki                 | Arena Jimki       | Jimki           | 2008         | 18 636    |
| Dinamo Majachkalá        | Anzhi-Arena       | Kaspisk         | 2003         | 26 500    |
| FC Nizhni Nóvgorod       | Nizhni Nóvgorod   | Nizhni Nóvgorod | 2018         | 43 319    |
| FC Oremburgo             | Gazovik           | Oremburgo       | 1967         | 7500      |

### Cuerpo técnico y uniformes
| Club                  | Ciudad          | Entrenador           | Marca       | Patrocinador      |
| --------------------- | --------------- | -------------------- | ----------- | ----------------- |
| Ajmat Grozni          | Grozni          | Miroslav Romaschenko | Joma        | Akhmat Foundation |
| Rubin Kazán           | Kazán           | Rashid Rajímov       | Wildberries | Kazán Orgsintez   |
| CSKA Moscú            | Moscú           | Marko Nikolić        | Wildberries | Rosseti           |
| Dinamo Moscú          | Moscú           | Marcel Lička         | Puma        | BetBoom           |
| FC Krasnodar          | Krasnodar       | Vladimir Ivić        | Wildberries | Winline           |
| Akron Tolyatti        | Samara          | Aleksey Vlasov       | Jögel       |                   |
| Krylia Sovetov Samara | Samara          | Igor Osinkin         | Puma        | Fonbet/Sogaz      |
| Lokomotiv Moscú       | Moscú           | Mijaíl Galaktionov   | Wildberries | RZhD              |
| FK Jimki              | Jimki           | Bandera de ?         | Puma        |                   |
| FC Rostov             | Rostov del Don  | Valeri Karpin        | Puma        | TNS Energo        |
| FC Oremburgo          | Oremburgo       | David Deogracia      | Adidas      |                   |
| Spartak Moscú         | Moscú           | Dejan Stanković      | Jögel       | Lukoil            |
| Zenit San Petersburgo | San Petersburgo | Serguéi Semak        | Kelme       | Gazprom           |
| FC Fakel Vorónezh     | Vorónezh        | Vadim Yevséyev       | Demix       | Olimpbet          |
| Dinamo Majachkalá     | Kaspisk         | Gadzhi Gadzhiyev     | Joma        |                   |
| FC Nizni Nóvgorod     | Nizni Nóvgorod  | Serguéi Yurán        | Jako        | Pari              |

## Desarrollo

### Clasificación
| Pos. | Equipo                | Pts. | PJ | G  | E  | P  | GF | GC | Dif. | Clasificación 2025-26                      |
| ---- | --------------------- | ---- | -- | -- | -- | -- | -- | -- | ---- | ------------------------------------------ |
| 1    | Krasnodar (C)         | 67   | 30 | 20 | 7  | 3  | 59 | 23 | +36  | Participación suspendida en copas europeas |
| 2    | Zenit San Petersburgo | 66   | 30 | 20 | 6  | 4  | 58 | 18 | +40  | Participación suspendida en copas europeas |
| 3    | CSKA Moscú            | 59   | 30 | 17 | 8  | 5  | 47 | 21 | +26  | Participación suspendida en copas europeas |
| 4    | Spartak Moscú         | 57   | 30 | 17 | 6  | 7  | 56 | 25 | +31  | Participación suspendida en copas europeas |
| 5    | Dinamo Moscú          | 56   | 30 | 16 | 8  | 6  | 61 | 35 | +26  |                                            |
| 6    | Lokomotiv Moscú       | 53   | 30 | 15 | 8  | 7  | 51 | 41 | +10  |                                            |
| 7    | Rubin Kazán           | 45   | 30 | 13 | 6  | 11 | 42 | 45 | −3   |                                            |
| 8    | Rostov                | 39   | 30 | 10 | 9  | 11 | 41 | 43 | −2   |                                            |
| 9    | Akron Tolyatti        | 35   | 30 | 10 | 5  | 15 | 39 | 55 | −16  |                                            |
| 10   | Krylia Sovetov Samara | 31   | 30 | 8  | 7  | 15 | 36 | 51 | −15  |                                            |
| 11   | Dinamo Majachkalá     | 29   | 30 | 6  | 11 | 13 | 27 | 35 | −8   |                                            |
| 12   | Jimki (D)             | 29   | 30 | 6  | 11 | 13 | 35 | 56 | −21  | Descenso a Primera Liga Rusa               |
| 13   | Nizhni Nóvgorod       | 27   | 30 | 7  | 6  | 17 | 27 | 54 | −27  | Promoción por la permanencia               |
| 14   | Ajmat Grozni (O)      | 25   | 30 | 4  | 13 | 13 | 27 | 48 | −21  | Promoción por la permanencia               |
| 15   | Oremburgo             | 19   | 30 | 4  | 7  | 19 | 27 | 56 | −29  |                                            |
| 16   | Fakel Vorónezh (D)    | 18   | 30 | 2  | 12 | 16 | 14 | 42 | −28  | Descenso a Primera Liga Rusa               |

 Fuente: Russian Premier League
Criterios de clasificación: 1) Puntos; 2) Puntos cara a cara; 3) Partidos ganados cara a cara; 4) Diferencia de goles cara a cara; 5) Goles marcados cara a cara; 6) Partidos ganados; 7) Gol diferencia; 8) Goles anotados; 9) Play-off.
Notas:
1. ↑  El 28 de febrero de 2022, los clubes rusos fueron suspendidos de las competencias internacionales debido a la invasión rusa de Ucrania en 2022.[5]
2. 1 2  Puntos en partidos directos: Dinamo Majachkalá 4, Jimki 1.
3. ↑  Jimki no obtuvo la licencia RPL para competir en la próxima temporada, fue descendido administrativamente de categoría.
4. ↑  Oremburgo descendió originalmente, luego regresó a la Premier League Rusa el 11 de julio de 2025 para reemplazar a Torpedo Moscú, que originalmente ascendió y luego fue eliminado de la liga por intento de arreglo de partidos en la temporada anterior.[6]

|                               |
| Bandera de Rusia              |
| Campeón Krasnodar 1.er título |

### Evolución de la clasificación
| Equipo ╲ Jornada      | 1     | 2  | 3  | 4  | 5  | 6  | 7  | 8  | 9  | 10 | 11 | 12 | 13 | 14 | 15 | 16 | 17 | 18 | 19 | 20 | 21 | 22 | 23 | 24 | 25 | 26 | 27 | 28 | 29 | 30 |   |
| --------------------- | ----- | -- | -- | -- | -- | -- | -- | -- | -- | -- | -- | -- | -- | -- | -- | -- | -- | -- | -- | -- | -- | -- | -- | -- | -- | -- | -- | -- | -- | -- | - |
| Equipo ╲ Jornada      | Zenit | 1  | 1  | 1  | 1  | 1  | 2  | 1  | 1  | 1  | 3  | 3  | 2  | 2  | 2  | 2  | 1  | 1  | 1  | 1  | 1  | 2  | 2  | 2  | 2  | 2  | 2  | 2  | 2  | 2  | 2 |
| Akron Tolyatti        | 12    | 6  | 10 | 10 | 13 | 14 | 14 | 11 | 11 | 9  | 8  | 10 | 9  | 8  | 9  | 11 | 9  | 9  | 9  | 9  | 9  | 9  | 9  | 9  | 9  | 10 | 9  | 9  | 9  | 9  |   |
| Dinamo Moscú          | 3     | 2  | 2  | 3  | 3  | 3  | 6  | 4  | 4  | 4  | 5  | 5  | 4  | 4  | 4  | 5  | 5  | 4  | 4  | 4  | 5  | 4  | 5  | 5  | 5  | 5  | 5  | 4  | 3  | 5  |   |
| Krasnodar             | 9     | 12 | 9  | 6  | 5  | 4  | 2  | 2  | 2  | 1  | 1  | 1  | 1  | 1  | 1  | 2  | 2  | 2  | 3  | 2  | 1  | 1  | 1  | 1  | 1  | 1  | 1  | 1  | 1  | 1  |   |
| CSKA Moscú            | 10    | 3  | 3  | 4  | 7  | 6  | 5  | 6  | 6  | 5  | 4  | 4  | 5  | 6  | 6  | 6  | 6  | 6  | 6  | 6  | 6  | 5  | 4  | 4  | 4  | 3  | 3  | 3  | 4  | 3  |   |
| Lokomotiv Moscú       | 5     | 8  | 4  | 2  | 2  | 1  | 3  | 3  | 3  | 2  | 2  | 3  | 3  | 3  | 3  | 3  | 4  | 5  | 5  | 5  | 4  | 6  | 6  | 6  | 6  | 6  | 6  | 6  | 6  | 6  |   |
| Ajmat Grozni          | 6     | 10 | 14 | 13 | 14 | 15 | 15 | 15 | 15 | 15 | 16 | 16 | 15 | 15 | 15 | 15 | 15 | 15 | 14 | 14 | 14 | 13 | 13 | 12 | 12 | 13 | 13 | 14 | 14 | 14 |   |
| Krylia Sovetov Samara | 16    | 16 | 16 | 14 | 15 | 10 | 12 | 10 | 10 | 10 | 11 | 9  | 11 | 12 | 12 | 12 | 10 | 10 | 10 | 10 | 12 | 11 | 11 | 11 | 11 | 9  | 10 | 10 | 10 | 10 |   |
| Rostov                | 11    | 4  | 8  | 9  | 6  | 8  | 7  | 7  | 7  | 8  | 9  | 8  | 8  | 10 | 8  | 8  | 7  | 7  | 7  | 7  | 8  | 7  | 7  | 8  | 7  | 8  | 8  | 8  | 8  | 8  |   |
| Spartak Moscú         | 15    | 7  | 5  | 5  | 4  | 5  | 4  | 5  | 5  | 6  | 6  | 6  | 6  | 5  | 5  | 4  | 3  | 3  | 2  | 3  | 3  | 3  | 3  | 3  | 3  | 4  | 4  | 5  | 5  | 4  |   |
| Nizhni Nóvgorod       | 13    | 15 | 12 | 7  | 9  | 11 | 13 | 12 | 14 | 12 | 12 | 11 | 12 | 9  | 11 | 10 | 13 | 13 | 12 | 12 | 13 | 14 | 14 | 14 | 14 | 14 | 14 | 13 | 13 | 13 |   |
| Dinamo Majachkalá     | 7     | 11 | 13 | 15 | 11 | 13 | 9  | 9  | 9  | 11 | 10 | 12 | 10 | 11 | 10 | 9  | 11 | 11 | 13 | 13 | 10 | 12 | 10 | 10 | 10 | 11 | 11 | 11 | 12 | 12 |   |
| Jimki                 | 8     | 13 | 6  | 11 | 10 | 9  | 10 | 14 | 13 | 13 | 13 | 13 | 13 | 13 | 13 | 13 | 12 | 12 | 11 | 11 | 11 | 10 | 12 | 13 | 13 | 12 | 12 | 12 | 11 | 11 |   |
| Rubin Kazán           | 2     | 9  | 11 | 12 | 8  | 7  | 8  | 8  | 8  | 7  | 7  | 7  | 7  | 7  | 7  | 7  | 8  | 8  | 8  | 8  | 7  | 8  | 8  | 7  | 8  | 7  | 7  | 7  | 7  | 7  |   |
| Fakel Vorónezh        | 14    | 14 | 15 | 16 | 16 | 16 | 16 | 16 | 16 | 16 | 15 | 14 | 14 | 14 | 14 | 14 | 14 | 14 | 15 | 15 | 15 | 15 | 15 | 15 | 16 | 16 | 16 | 16 | 16 | 16 |   |
| Oremburgo             | 4     | 5  | 7  | 8  | 12 | 12 | 11 | 13 | 12 | 14 | 14 | 15 | 16 | 16 | 16 | 16 | 16 | 16 | 16 | 16 | 16 | 16 | 16 | 16 | 15 | 15 | 15 | 15 | 15 | 15 |   |

### Resultados
| Local \ Visitante     | AKH | AKR | CSK | DYN | KRA | FAK | LOK | NIZ | ROS | ORE | JIM | SPA | KRY | RUB | MAK | ZEN |
| --------------------- | --- | --- | --- | --- | --- | --- | --- | --- | --- | --- | --- | --- | --- | --- | --- | --- |
| Ajmat Grozni          |     | 0–0 | 1–1 | 1–1 | 1–1 | 2–3 | 0–5 | 0–2 | 2–1 | 1–0 | 3–3 | 0–0 | 1–1 | 2–1 | 1–1 | 1–2 |
| Akron Tolyatti        | 3–2 |     | 1–2 | 0–2 | 2–5 | 1–0 | 1–4 | 2–2 | 2–3 | 1–0 | 3–0 | 2–3 | 2–0 | 1–2 | 1–0 | 0–5 |
| CSKA Moscú            | 3–0 | 4–0 |     | 3–1 | 1–0 | 0–0 | 0–1 | 2–0 | 1–2 | 5–1 | 1–0 | 0–2 | 1–1 | 2–2 | 2–0 | 0–1 |
| Dinamo Moscú          | 4–2 | 2–1 | 1–2 |     | 0–1 | 3–1 | 3–1 | 3–1 | 1–1 | 5–1 | 4–1 | 2–0 | 1–0 | 3–1 | 4–0 | 1–1 |
| Krasnodar             | 3–1 | 1–0 | 2–1 | 3–0 |     | 5–0 | 0–0 | 2–1 | 2–0 | 4–0 | 4–0 | 0–3 | 1–1 | 2–1 | 0–0 | 2–0 |
| Fakel Vorónezh        | 0–0 | 0–2 | 0–1 | 1–1 | 0–0 |     | 0–1 | 0–0 | 0–2 | 1–0 | 1–1 | 0–0 | 1–1 | 0–0 | 1–1 | 0–2 |
| Lokomotiv Moscú       | 1–1 | 3–2 | 2–2 | 2–1 | 0–3 | 2–1 |     | 3–0 | 3–2 | 1–1 | 1–3 | 3–1 | 1–0 | 1–0 | 2–0 | 1–1 |
| Nizhni Nóvgorod       | 1–0 | 2–1 | 0–3 | 1–1 | 0–3 | 1–1 | 1–3 |     | 1–1 | 1–2 | 1–0 | 0–2 | 5–2 | 2–4 | 0–0 | 0–3 |
| Rostov                | 2–3 | 0–2 | 0–0 | 1–1 | 0–1 | 4–1 | 1–1 | 4–0 |     | 3–2 | 3–1 | 0–3 | 3–1 | 1–1 | 0–0 | 0–1 |
| Oremburgo             | 0–0 | 2–2 | 0–2 | 2–2 | 1–2 | 1–0 | 2–4 | 1–2 | 1–2 |     | 1–1 | 2–0 | 2–2 | 1–2 | 2–1 | 0–1 |
| Jimki                 | 1–1 | 2–2 | 0–2 | 3–4 | 2–2 | 1–0 | 2–0 | 2–0 | 1–1 | 0–0 |     | 1–3 | 1–3 | 3–2 | 1–1 | 1–1 |
| Spartak Moscú         | 0–0 | 4–0 | 1–2 | 2–2 | 0–3 | 3–0 | 5–2 | 3–0 | 3–0 | 2–0 | 5–0 |     | 3–0 | 1–0 | 1–2 | 2–1 |
| Krylia Sovetov Samara | 2–1 | 0–2 | 1–2 | 1–3 | 1–2 | 2–0 | 5–1 | 3–1 | 1–3 | 2–0 | 0–0 | 0–2 |     | 1–1 | 0–1 | 0–4 |
| Rubin Kazán           | 2–0 | 3–0 | 1–1 | 0–4 | 1–1 | 2–1 | 1–0 | 1–0 | 1–0 | 4–2 | 2–3 | 2–1 | 0–2 |     | 2–0 | 0–4 |
| Dinamo Majachkalá     | 1–0 | 1–1 | 0–1 | 0–1 | 2–3 | 0–0 | 1–1 | 0–1 | 1–1 | 2–1 | 4–1 | 1–1 | 4–0 | 2–3 |     | 0–1 |
| Zenit San Petersburgo | 3–0 | 1–2 | 0–0 | 1–0 | 4–1 | 3–1 | 1–1 | 2–1 | 5–0 | 1–0 | 1–0 | 0–0 | 2–3 | 4–0 | 2–1 |     |

## Play-offs de ascenso-descenso
Los equipos que finalizaron en el puesto 13 y 14 de la Liga Premier de Rusia se enfrentaron a los equipos que terminaron en el puesto 4 y 5 de la Primera Liga de Rusia (el tercer puesto, Chernomorets Novorossiysk, no obtuvo la licencia RPL). La conformación de las llaves se realizó mediante sorteo el 14 de mayo de 2025. Dado que Jimki, que terminó en el 12.º puesto, tampoco obtuvo la licencia, sería reemplazado por el equipo mejor clasificado de este torneo que, de otro modo, no se clasificaría para la temporada 2025-26. Esto significaba que el Pari Nizhni Nóvgorod mantendría su puesto en la liga incluso si perdía en los play-offs.
| Equipo 1        | Agr. | Equipo 2           | Ida | Vuelta |
| --------------- | ---- | ------------------ | --- | ------ |
| Ajmat Grozni    | 3–2  | Ural Ekaterimburgo | 1–2 | 2–0    |
| Nizhni Nóvgorod | 3–4  | Sochi              | 2–1 | 1–3    |

### Llave 1
| Ida; 28 de mayo de 2025 | Sochi        | 1 – 2   | Nizhni Nóvgorod                       | Estadio Olímpico Fisht, Sochi                              |                                                            |
| 19:30 (UTC+3)           | Pasevich 14' | Reporte | - Troshechkin 45+4' - Aleksandrov 88' | Asistencia: 4508 espectadores Árbitro(s): Serguéi Karasiov | Asistencia: 4508 espectadores Árbitro(s): Serguéi Karasiov |

| Vuelta; 31 de mayo de 2025 | Nizhni Nóvgorod    | 1 – 3 (Global 3 – 4) | Sochi                                      | Estadio Nizhni Nóvgorod, Nizhni Nóvgorod                      |                                                               |
| 17:00 (UTC+3)              | Boselli 84' (pen.) | Reporte              | - Zaika 21' - Kramarič 45+4' (pen.), 45+6' | Asistencia: 13 680 espectadores Árbitro(s): Artyom Chistyakov | Asistencia: 13 680 espectadores Árbitro(s): Artyom Chistyakov |

- Sochi ganó 4-3 en el global y ascendió a la RPL; está previsto que Pari Nizhni Nóvgorod permanezca en la liga como reemplazo del Jimki.

### Llave 2
| Ida; 28 de mayo de 2025 | Ural Ekaterimburgo      | 2 – 1   | Ajmat Grozni | Ekaterimburgo Arena, Ekaterimburgo                          |                                                             |
| 19:00 (UTC+5)           | Sekulić 50' (pen.), 59' | Reporte | Melkadze 21' | Asistencia: 19 679 espectadores Árbitro(s): Kirill Levnikov | Asistencia: 19 679 espectadores Árbitro(s): Kirill Levnikov |

| Vuelta; 31 de mayo de 2025 | Ajmat Grozni                        | 2 – 0 (Global 3 – 2) | Ural Ekaterimburgo | Akhmat-Arena, Grozni      |                           |
| 19:30 (UTC+3)              | - Melkadze 51' (pen.) - Zorin 90+2' | Reporte              |                    | Árbitro(s): Sergey Ivanov | Árbitro(s): Sergey Ivanov |

- Ajmat Grozni ganó 3-2 en el global y permaneció en la RPL; Ural Ekaterimburgo también permaneció en su división, la Primera Liga Rusa.

## Goleadores
| Rank | Jugador          | Club                   | Goles |
| ---- | ---------------- | ---------------------- | ----- |
| 1    | Manfred Ugalde   | F. C. Spartak de Moscú | 17    |
| 2    | Mirlind Daku     | FC Rubin Kazán         | 15    |
| 3    | Aleksey Batrakov | FC Lokomotiv Moscú     | 14    |
| 4    | Esequiel Barco   | F. C. Spartak de Moscú | 12    |
| 5    | Jhon Córdoba     | FC Krasnodar           | 11    |